# Время

Для отслеживания времени используются часы

Вре́мя — форма протекания физических и психических процессов, условие возможности изменения. Одно из основных понятий философии и физики, мерило длительности существования всех объектов, характеристика последовательной смены их состояний в процессах и самих процессов, изменения и развития, а также одна из координат единого пространства-времени, представления о котором развиваются в теории относительности.
В философии — это необратимое течение (протекающее лишь в одном направлении — из прошлого, через настоящее в будущее).
В метрологии — физическая величина, одна из семи основных величин Международной системы величин (англ. International System of Quantities, фр. Système International de grandeurs, ISQ), а единица измерения времени «секунда» — одна из семи основных единиц в Международной системе единиц (СИ) (фр. Le Système International d’Unités, SI, англ. International System of Units, SI).
В языкознании (глагольное) время, согласно русскоязычной терминологии, — одна из грамматических категорий глагола.

## Используемые обозначения
Для обозначения времени обычно используется символ латинского алфавита t — от лат. tempus («время») или символ греческого алфавита τ. В математических формулах часто дифференцирование по времени обозначается точкой над дифференцируемой переменной (например, в формуле лагранжиана {\displaystyle L(q_{i},{\dot {q}}_{i},t),} где {\displaystyle q_{i}} — обобщённые координаты).

## Свойства времени
Время характеризуется своей однонаправленностью (см. Стрела времени), одномерностью, наличием ряда свойств симметрии.
Также время как физическая величина определяется периодическими процессами в некой системе отсчёта, шкала времени которой может быть как неравномерной (процесс вращения Земли вокруг Солнца или человеческий пульс), так и равномерной. Равномерная эталонная система отсчёта выбирается «по определению»; ранее, например, её связывали с движением тел Солнечной системы (эфемеридное время), а в настоящее время таковой локально считается атомное время, а эталон секунды — 9 192 631 770 периодов излучения, соответствующего переходу между двумя сверхтонкими уровнями основного состояния атома цезия-133 при отсутствии возмущения внешними полями. Это определение — не произвольное, а связанное с наиболее точными периодическими процессами, доступными человечеству на данном этапе развития экспериментальной физики.

### Направленность времени
Большинство современных учёных полагает, что различие между прошлым и будущим является принципиальным.
Стивен Хокинг в своей книге «Краткая история времени» пишет:
Законы науки не делают различия между направлением «вперёд» и «назад» во времени. Но существуют по крайней мере три стрелы времени, которые отличают будущее от прошлого. Это термодинамическая стрела, то есть то направление времени, в котором возрастает беспорядок; психологическая стрела — то направление времени, в котором мы помним прошлое, а не будущее; космологическая стрела — направление времени, в котором Вселенная не сжимается, а расширяется. Я показал, что психологическая стрела практически эквивалентна термодинамической стреле, так что обе они должны быть направлены одинаково.
Единственность прошлого считается весьма правдоподобной. Мнения учёных относительно наличия или отсутствия различных «альтернативных» вариантов будущего различны.
Также существует гипотеза о космологической направленности времени, где «начало» времени — Большой взрыв, а течение времени зависит от расширения Вселенной.

### Зависимость от времени
Поскольку состояния всего нашего мира зависят от времени, то и состояние какой-либо системы тоже может зависеть от времени, как обычно и происходит. Однако в некоторых исключительных случаях зависимость какой-либо величины от времени может оказаться пренебрежимо слабой, так что с высокой точностью можно считать эту характеристику независящей от времени. Если такие величины описывают динамику какой-либо системы, то они называются сохраняющимися величинами, или интегралами движения. Например, в классической механике полная энергия, полный импульс и полный момент импульса изолированной системы являются интегралами движения.
Различные физические явления можно разделить на три группы:
- стационарные — явления, основные характеристики которых не меняются со временем. Фазовый портрет стационарного явления описывается неподвижной точкой;
- нестационарные — явления, для которых зависимость от времени принципиально важна. Фазовый портрет нестационарного явления описывается движущейся по некоторой траектории точкой. Они, в свою очередь, делятся на:
  - периодические — если в явлении наблюдается чёткая периодичность (фазовый портрет — замкнутая кривая);
  - квазипериодические — если они не являются в строгом смысле периодическими, но в малом масштабе выглядят как периодические (фазовый портрет — почти замкнутая кривая);
  - хаотические — апериодические явления (фазовый портрет — незамкнутая кривая, заметающая некоторую площадь более или менее равномерно, аттрактор);
- квазистационарные — явления, которые, строго говоря, нестационарны, но характерный масштаб их эволюции много больше тех времён, которые интересуют в задаче.

## Концепции времени
Единой общепризнанной теории, объясняющей и описывающей такое понятие, как «время», не существует. Выдвигается множество теорий (они также могут быть частью более общих теорий и философских учений), пытающихся обосновать и описать это явление.

### Принятые в науке концепции

#### Классическая физика
В классической физике время — это непрерывная величина, априорная характеристика мира, ничем не определяемая. В качестве основы измерения используется некая, обычно периодическая, последовательность событий, которая признаётся эталоном некоторого промежутка времени. На этом основан принцип работы часов.

Время как поток длительности одинаково определяет ход всех процессов в мире. Все процессы в мире, независимо от их сложности, не оказывают никакого влияния на ход времени. Поэтому время в классической физике называется абсолютным. 
Абсолютное, истинное математическое время само по себе и по самой своей сущности, без всякого отношения к чему-либо внешнему, протекает равномерно, и иначе называется длительностью… Все движения могут ускоряться или замедляться, течение же абсолютного времени изменяться не может.Исаак Ньютон
 Абсолютность времени математически выражается в инвариантности уравнений ньютоновской механики относительно преобразований Галилея. Все моменты времени в прошлом, настоящем и будущем между собой равноправны, время однородно. Течение времени всюду и везде в мире одинаково и не может изменяться. Каждому действительному числу может быть поставлен в соответствие момент времени, и, наоборот, каждому моменту времени может быть поставлено в соответствие действительное число. Таким образом, время образует континуум. Аналогично арифметизации (сопоставлению каждой точки числу) точек евклидового пространства, можно провести арифметизацию всех точек времени от настоящего неограниченно назад в прошлое и неограниченно вперед в будущее. Для измерения времени необходимо только одно число, то есть время одномерно. Промежуткам времени можно поставить в соответствие параллельные векторы, которые можно складывать и вычитать как отрезки прямой. Важнейшим следствием однородности времени является закон сохранения энергии (теорема Нётер). Уравнения механики Ньютона и электродинамики Максвелла не изменяют своего вида при смене знака времени на противоположный. Они симметричны относительно обращения времени (T-симметрия).
Время в классической механике и электродинамике — обратимо. Математическим выражением обратимости времени в классической механике является то, что в формулы классической механики время входит через оператор {\displaystyle {\frac {\partial ^{2}}{\partial t^{2}}}}.
В классической физике связь между понятиями времени и пространства проявляется посредством взаимосвязи свойств импульса и энергии. Изменение импульса (сохранение которого связано со свойством симметрии пространства — однородностью) определяется временной характеристикой силы — её импульсом {\displaystyle F\Delta t}, а изменение энергии (сохранение которой связано с аналогичным свойством времени) определяется пространственной характеристикой силы — её работой {\displaystyle F\Delta r}.

#### Термодинамика и статистическая физика
Согласно второму началу термодинамики, в изолированной системе энтропия остаётся либо неизменной, либо возрастает (в неравновесных процессах). Однако понятие времени в термодинамике не рассматривается вовсе, и связь между направлением течения процессов и направлением течения времени выходит за рамки данной области физики.
В неравновесной статистической механике связь поведения энтропии со временем обозначается более явно: с течением времени энтропия изолированной неравновесной системы будет возрастать, вплоть до достижения статистического равновесия, то есть направление течения процессов постулируется совпадающим с направлением течения времени.
В отношении ускорения протекания времени не отдельных явлений или объектов, а Вселенной в целом, высказывались различные предположения. Установление расширения Вселенной с положительным ускорением, позволяет заключить, что объективной реальности в наибольшей степени соответствует предположение о «нагревающейся» Вселенной, пространство которой расширяется одновременно с усложнением как отдельных объектов, так и Вселенной как таковой.
Наблюдаемое положительное ускорение расширения Вселенной одновременно с усложнением её объектов неизбежно приводит к выводу о наличии постоянного притока энергии, выражением которого являются эти взаимосвязанные процессы. Таким образом, время, как воспринимаемое нами с внешней стороны как последовательность событий, так и данное в качестве внутреннего ощущения, является притоком в объём Вселенной энергии, усваиваемой всеми её составляющими.
Собственное время объектов возникает в результате различной скорости и возможного количества усвоения этой энергии. Этим же объясняется связь необратимости, или «полумерности», времени и ускорение его хода — концентрация энергии в объёме Вселенной постоянно нарастает. Для ускорения хода времени в этом случае достаточно того, что объём Вселенной увеличивается пропорционально кубу её размеров, а поверхность, через которую возможно рассеяние энергии, пропорциональна только их квадрату. В результате относительная поверхность и возможность рассеяния через неё поступающей энергии сокращаются пропорционально увеличению размеров Вселенной. Это приводит к возрастанию доли энергии, выводимой объектами не путём её рассеяния, а путём образования новых уровней внутренних связей.
Таким образом, время является физическим явлением, вызывающим усложнение объектов и их разрушение при невозможности вывести избыточную энергию из своей структуры, а его необратимость и ускорение связаны с постоянным нарастанием концентрации энергии.

#### Квантовая физика
Такова же, как и в термодинамике, роль времени и в квантовой механике: несмотря на квантование почти всех величин, время осталось внешним, неквантованным параметром. Введение оператора времени {\displaystyle t} запрещается основами квантовой механики. Хотя основные уравнения квантовой механики сами по себе обладают симметрией по отношению к знаку времени, время необратимо, благодаря взаимодействию в процессе измерения квантовомеханического объекта с классическим измерительным прибором.
Процесс измерения в квантовой механике несимметричен по времени: по отношению к прошлому он даёт вероятностную информацию о состоянии объекта; по отношению к будущему он сам создаёт новое состояние.
В квантовой механике имеется соотношение неопределённости для времени и энергии: закон сохранения энергии в замкнутой системе может быть проверен посредством двух измерений, с интервалом времени между ними в {\displaystyle \Delta t}, лишь с точностью до величины порядка {\displaystyle \hbar /\Delta t}.
Точность квантовых часов ограничена фундаментальными законами термодинамики. Чем выше точность измерения времени, тем больше свободной энергии переходит в тепло, то есть быстрее увеличивается энтропия. Этот эффект демонстрирует связь между квантовой физикой, термодинамикой и концепцией стрелы времени.

#### Специальная теория относительности
| Симметрия в физике             | Симметрия в физике                    | Симметрия в физике               |
| Преобразование                 | Соответствующая инвариантность        | Соответствующий закон сохранения |
| ------------------------------ | ------------------------------------- | -------------------------------- |
| ↕ Трансляции времени           | Однородность времени                  | …энергии                         |
| ⊠ C, P, CP и T-симметрии       | Изотропность времени                  | …чётности                        |
| ↔ Трансляции пространства      | Однородность пространства             | …импульса                        |
| ↺ Вращения пространства        | Изотропность пространства             | …момента импульса                |
| ⇆ Группа Лоренца (бусты)       | Относительность лоренц-ковариантность | …движения центра масс            |
| ~ Калибровочное преобразование | Калибровочная инвариантность          | …заряда                          |

В релятивистской физике (Специальная теория относительности, СТО) постулируются два основных положения:
1. скорость света в вакууме одинакова во всех системах координат, движущихся прямолинейно и равномерно друг относительно друга[24];
2. законы природы одинаковы во всех системах координат, движущихся прямолинейно и равномерно друг относительно друга[24].

Также СТО использует общефилософский постулат причинности: любое событие может оказывать влияние только на события, происходящие позже него и не может оказывать влияние на события, произошедшие раньше него. СТО есть утверждение об инвариантности пространственно-временного интервала по отношению к группе трансляций в пространстве-времени) и изотропии (инвариантность по отношению к группе вращений) пространства и времени в инерциальных системах отсчёта. Из постулата причинности и независимости скорости света от выбора системы отсчёта следует, что скорость любого сигнала не может превышать скорость света. Эти постулаты позволяют сделать вывод, что события, одновременные в одной системе отсчёта, могут быть неодновременными в другой системе отсчёта, движущейся относительно первой. Таким образом, ход времени зависит от движения системы отсчёта. Математически эта зависимость выражается через преобразования Лоренца. Пространство и время теряют свою самостоятельность и выступают как отдельные стороны единого пространственно-временного континуума (пространство Минковского). Взамен абсолютного времени и расстояния в трёхмерном пространстве, сохраняющихся при преобразованиях Галилея, появляется понятие инвариантного интервала, сохраняющегося при преобразованиях Лоренца. Причинно-следственный порядок событий во всех системах отсчёта не изменяется. Каждая материальная точка имеет собственное время, вообще говоря, не совпадающее с собственным временем других материальных точек.
Пространство-время четырёхмерно, непрерывно (множество всех событий в мире обладает мощностью континуума) и связно (его нельзя разбить на две топологически несвязанные части, то есть на части, ни одна из которых не содержит элемента, бесконечно близкого к другой части).
В физике элементарных частиц время обратимо во всех процессах, кроме процессов слабого взаимодействия, в частности, распада нейтральных {\displaystyle K^{0}}-мезонов и некоторых других тяжёлых частиц (нарушение CP-инвариантности при сохранении CPT-инвариантности).

#### Общая теория относительности
Общая теория относительности (ОТО), опираясь на принцип эквивалентности сил гравитации и инерции, обобщила понятие четырёхмерного пространства-времени Минковского на случай неинерциальных систем отсчёта и полей тяготения. Метрические свойства пространства-времени в каждой точке под влиянием поля тяготения становятся различными. Влияние гравитационного поля на свойства четырёхмерного пространства-времени описывается метрическим тензором. Относительное замедление времени для двух точек слабого постоянного гравитационного поля равно разности гравитационных потенциалов, делённой на квадрат скорости света (гравитационное красное смещение). Чем ближе к массивному телу находятся часы, тем медленнее они отсчитывают время, на горизонте событий шварцшильдовской чёрной дыры, с точки зрения шварцшильдовского наблюдателя, ход времени полностью останавливается. Интервал времени между двумя событиями, имеющий определённую конечную длительность в одной системе отсчёта (например, время падения в чёрную дыру по собственным часам падающего объекта), может оказаться бесконечным в другой системе отсчёта (например, время падения в чёрную дыру по часам удалённого наблюдателя).

#### Квантовая теория поля
Наиболее общая взаимосвязь свойств пространства, времени и материи в квантовой теории поля формулируется в виде CPT-теоремы. Она утверждает, что уравнения квантовой теории поля не изменяются при одновременном применении трёх преобразований: зарядового сопряжения C — замена всех частиц им соответствующими античастицами; пространственной инверсии P — замена знаков всех пространственных координат на противоположные; обращения времени T — замены знака времени на противоположный.
В силу CPT-теоремы, если в природе происходит некоторый процесс, то с той же вероятностью может происходить и CPT-сопряжённый процесс, то есть процесс, в котором частицы заменены соответствующими античастицами (С-преобразование), проекции их спинов поменяли знак (P-преобразование), а начальные и конечные состояния процесса поменялись местами (T-преобразование).
При применении метода диаграмм Фейнмана античастицы рассматриваются как частицы, распространяющиеся вспять по времени.

#### Синергетика
Синергетика, в ходе разрешения парадокса стрелы времени (почему обратимые процессы приводят к необратимым явлениям?) на основе изучения процессов в неравновесной статистической механике при помощи применения к ним основанной Пуанкаре и Колмогоровым теории хаоса, выдвинула понятие несводимого к отдельным траекториям (классическая механика) или волновым функциям (квантовая механика) вероятностного описания хаотических классических или квантовых систем путём применения неунитарных преобразований с комплексными собственными значениями. Данная формулировка уравнений динамики включает в себя нарушение симметрии во времени и необратимость уже на уровне уравнений движения. И. Пригожин: «время приобретает свой истинный смысл, связанный с необратимостью или даже с „историей“ процесса, а не является просто геометрическим параметром, характеризующим движение».
Некоторые теории оперируют т. н. «мгновением», хрононом — мельчайшим, элементарным и недробимым «квантом времени» (соответствующим понятию «планковское время» и равным примерно 5,4⋅10−44 с).

#### Психология
В психологии время является субъективным ощущением и зависит от состояния наблюдателя. Различают линейное и круговое (циклическое) время.

### Философские концепции
Одним из первых философов, которые начали размышлять о природе времени, был Платон. Время (греч. χρόνος) он характеризует в своём трактате Тимей как «движущееся подобие вечности». Оно является характеристикой несовершенного динамического мира, где нет блага, но есть лишь стремление им обладать. Время, таким образом, обнаруживает момент неполноты и ущербности (никогда нет времени). Вечность (греч. αἰών), напротив, является характеристикой статического мира богов. Аристотель развил это понимание времени, определив его как «меру движения». Такое толкование было закреплено в его «Физике», и оно заложило основу естественнонаучного понимания времени.
В начале Средневековья Августин развивает концепцию субъективного времени, где оно становится психическим феноменом смены восприятий (растяжением души — лат. distentio animi). Августин различает три части времени: настоящее, прошлое и будущее. Прошлое дано в памяти, а будущее в ожидании (в том числе в страхе или в надежде). Августин отмечает такой аспект времени, как необратимость, поскольку оно наполняется свершающимися событиями (время проходит). Помимо души человека, время обнаруживает себя в человеческой истории, где оно линейно.
В дальнейшем оба толкования времени развиваются параллельно. Естественнонаучное понимание времени углубляет Исаак Ньютон, введя концепцию «абсолютного времени», которое течёт совершенно равномерно и не имеет ни начала, ни конца. Готфрид Лейбниц следует за Августином, усматривая во времени способ созерцания предметов внутри монады. За Лейбницем следует Иммануил Кант, которому принадлежит определение времени как «априорной формы созерцания явлений». Однако как естественнонаучная, так и субъективная концепции времени обнаруживают в себе нечто общее, а именно момент смены состояний, ибо если ничего не изменяется, то и время никак себя не обнаруживает. А. Бергсон в этой связи отрицает «отдельное» существование времени и предметов, утверждая реальность «длительности». Время является одной из форм проявления длительности в нашем представлении. Познание времени доступно лишь интуиции. А. Бергсон: «Ведь наша длительность не является сменяющими друг друга моментами: тогда постоянно существовало бы только настоящее, не было бы ни продолжения прошлого в настоящем, ни эволюции, ни конкретной длительности. Длительность — это непрерывное развитие прошлого, вбирающего в себя будущее и разбухающего по мере движения вперед»
Схожие представления развиваются в столь различных философских направлениях, как диалектический материализм (время как форма всякого бытия) и в феноменологии. Время уже отождествляется с бытием (например, в работе Хайдеггера «Бытие и время» 1927 г.) и его противоположностью уже становится не вечность, но небытие. Онтологизация времени приводит к его осознанию как экзистенциального феномена.

### Религиозно-мифологические концепции
В мифологии, преимущественно архаической, время разделяется на мифическое («начальное», сакральное время, «правремя», время появления мира) и эмпирическое (обычное, реальное, историческое, «профанное»). В мифическое время тотемные, племенные первопредки, демиурги, культурные герои создавали нынешний мир: рельеф, небесные светила, животных и растения, людей, образцы (парадигмы) и санкции хозяйственного и религиозно-ритуального социального поведения и др. Представления о таком периоде отражены прежде всего в мифах творения — космогонических, антропогонических, этиологических. Мифическое время представляется сферой первопричин последующих действительных эмпирических событий. Изменения, происходившие в историческое профанное время (формирование социальных отношений и институтов, эволюция в развитии техники, культуры), проецируются в мифическое время, сводятся к однократным актам творения.
В индуизме имеется божество Махакала (в переводе с санскрита означает «Великое время») который первоначально был одной из двух ипостасей бога Шивы. Согласно индуистской космогонии, особой энергией, или формой Шивы, признаётся Время (Кала), которым, или в котором, создаётся вселенная, и которое, обратившись в грозное пламя, уничтожает её в ходе светопреставления. Но когда «огонь Времени» (кала-агни) затухает, Время «пожирает само себя» и превращается в Махакалу — абсолютное «Время над Временем», Вечность. Это совпадает с началом периода небытия вселенной (пралая). Концепция Махакалы возможно восходит к «Атхарваведе» (сер. I тысячелетия до н. э.).

## Нерешённые проблемы физики времени
- Почему вообще течёт время?[48]
- Почему время всегда течёт в одном направлении?[49]
- Существуют ли кванты времени?[50]
- Почему время одномерно?[51]
- В некоторых решениях уравнений Эйнштейна присутствуют замкнутые времениподобные линии. Вероятно, это свидетельствует о неполноте геометрического описания времени в общей теории относительности и необходимости дополнения общей теории относительности топологическими аксиомами, задающими свойства времени как порядкового отношения[52].

## Отсчёт времени
Как в классической, так и в релятивистской физике для отсчёта времени используется временна́я координата пространства-времени (в релятивистском случае — также и пространственные координаты), причём (традиционно) принято использовать знак «+» для будущего, а знак «-» — для прошлого. Однако смысл временно́й координаты в классическом и релятивистском случае различен (см. Ось времени).

### История измерения времени

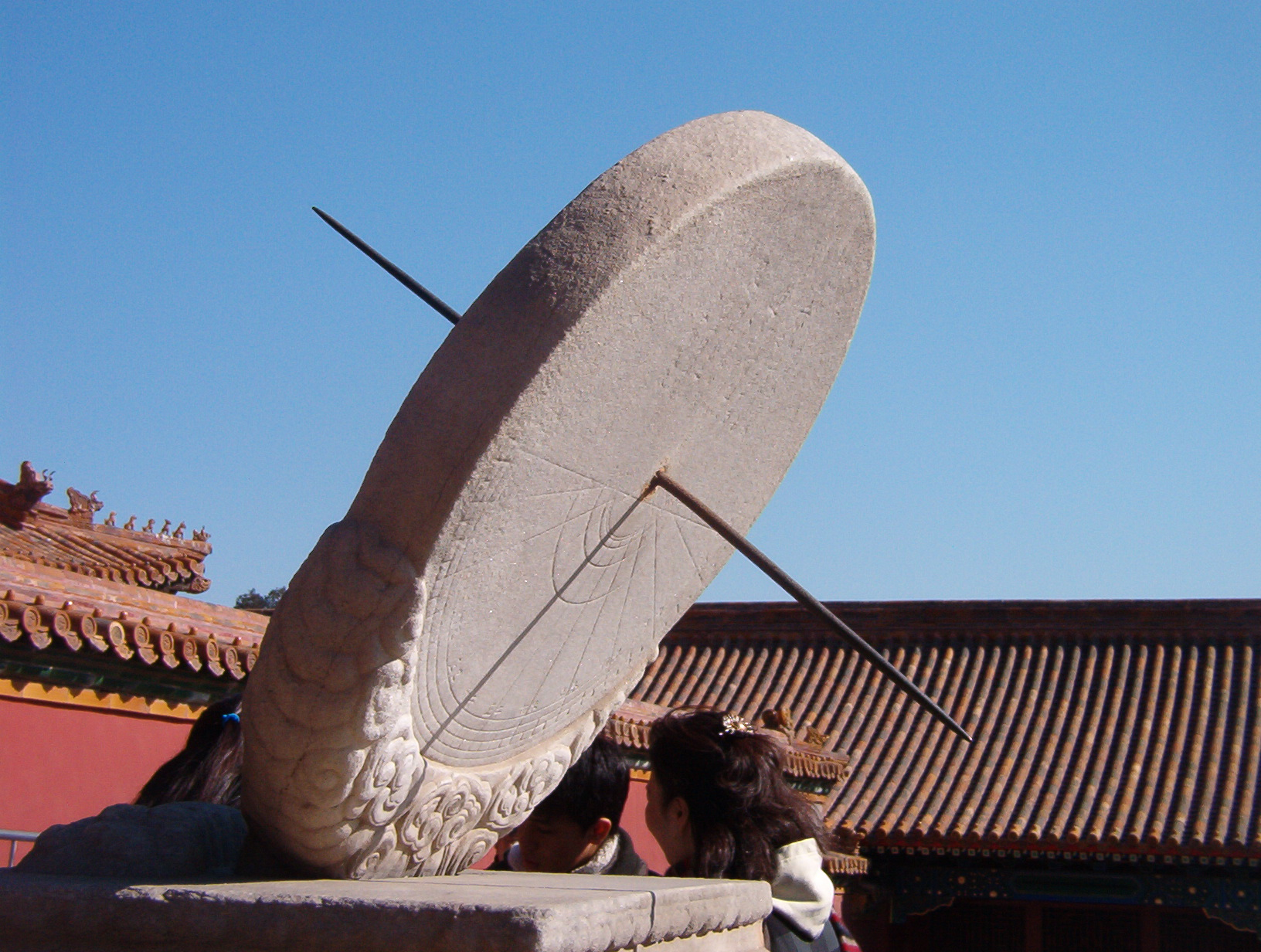
Солнечные часы в Запретном городе (Пекин)

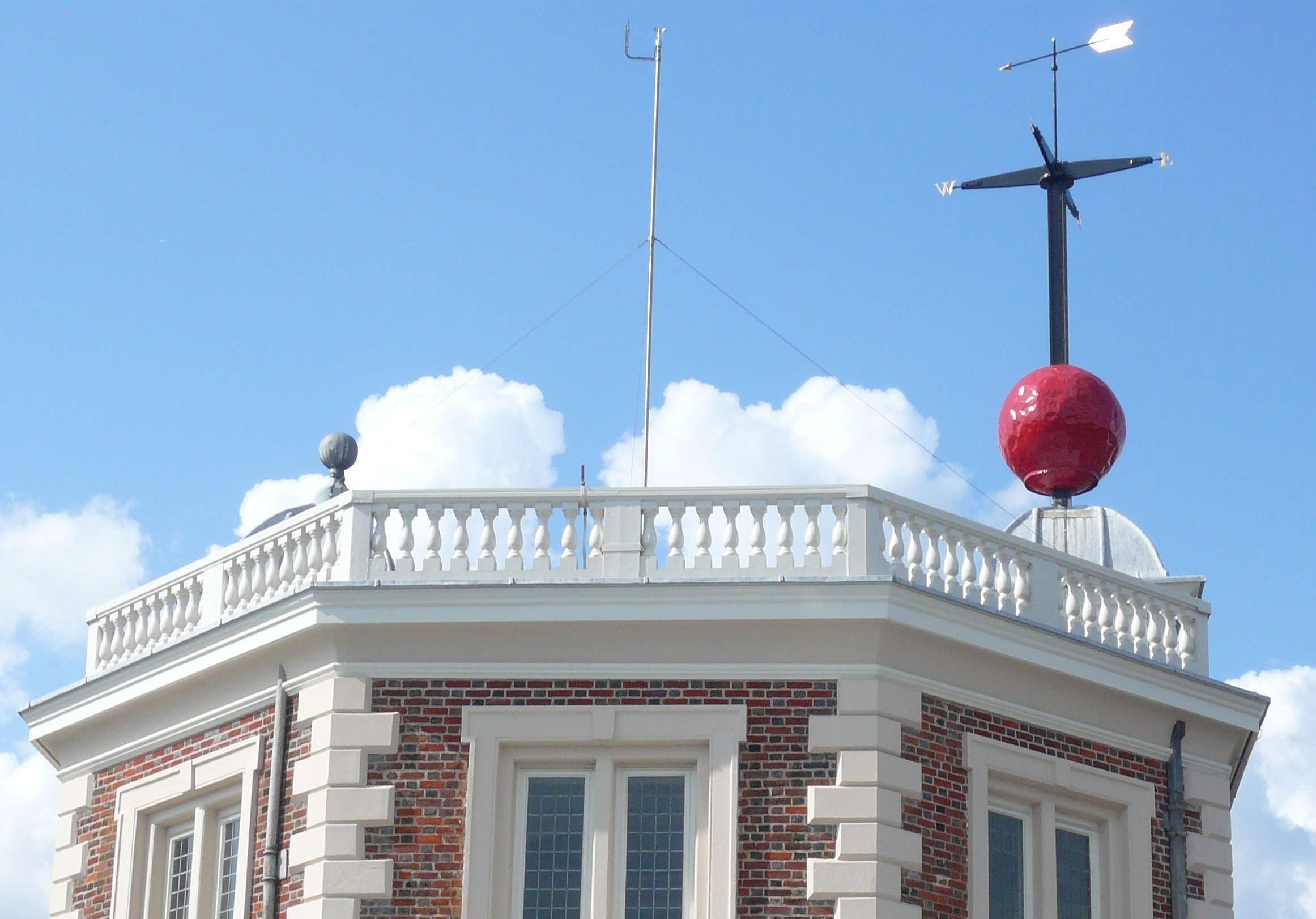
«Шар времени» на Гринвичской обсерватории

Первым измерителем времени стала тень, которую на землю отбрасывал отвесно поставленный прут. Длина тени постепенно укорачивается к полудню, а затем снова удлинялась до заката солнца. Затем по этому принципу были созданы сначала гномон, а затем и солнечные часы, которые указывали время по передвигающейся с запада на восток тени. Но недостатком солнечных часов было то, что при облачном небе и ночью ими нельзя пользоваться. Поэтому кроме солнечных часов в древности также использовались водяные часы (клепсидры) и песочные часы.
Механические часы появились в Европе в Средние века. В XVII веке были изобретены часы с маятником, что увеличило их точность.
Пока не появилась единая система часовых поясов, каждый населенный пункт жил по собственному солнечному времени. Появление в XIX веке железных дорог потребовало унификации времени. В 1884 году на конференции в Вашингтоне в качестве точки отсчета мирового времени был выбран Гринвичский нулевой меридиан.
Но практическая унификация измерения времени представляла немалую проблему. Так, в Лондоне семья Бельвиль занималась «продажей времени». Суть бизнеса заключалась в ежедневной сверке своих часов с часами Гринвичской обсерватории, после чего по ним выставляли точное время подписанные на эту услугу клиенты.
Появление радио позволило усовершенствовать способ распространения сообщений о точном времени, что было особенно важно для навигационных целей (определения долготы). Первые радиосигналы времени для навигации начала передавать осенью 1904 года радиослужба ВМС США. Корабли в море получили возможность устанавливать свои хронометры по этим сигналам. В России регулярные передачи в эфир сигналов точного времени из Главной астрономической обсерватории АН СССР в Пулкове начались с 1 декабря 1920 года через радиостанцию «Новая Голландия».
С древности точное время определялось путём астрономических наблюдений. Но в XX веке развитие науки привело к тому, что техническими средствами стало возможно обеспечить измерение времени с большей точностью, чем из астрономических наблюдений. В 1964 году Международный комитет мер и весов в качестве эталона времени принял атомные цезиевые часы. Теперь сигналы точного времени, передаваемые по радио, соответствуют «атомному времени». Ежедневное вращение Земли нерегулярно (см. ΔT) и постоянно замедляется, поэтому атомные часы представляют собой гораздо более стабильную временную базу. Основанный на них стандарт UTC почти в миллион раз точнее астрономического среднего времени по Гринвичу. Но атомные часы — это достаточно сложное и дорогостоящее устройство, требующее квалифицированного обслуживания. По этой причине пользователи вынуждены обращаться к услугам удаленных эталонов. Всеобщее распространение Интернета потребовало синхронизации работы различных процессов в серверах и программах клиента. Для этого используется сетевой протокол задания времени NTP. Он предусматривает возможности работы с иерархически распределенными первичными эталонами (такими как синхронизуемые радиочасы).

### Время в астрономии, навигации и в социальной жизни
Время в астрономии и навигации связано с суточным вращением земного шара. Для отсчёта времени используются несколько понятий.
- Местное истинное солнечное время (local apparent solar time) — полдень определяется по прохождению Солнца через местный меридиан (наивысшая точка в суточном движении). Используется, в основном, в задачах навигации и астрономии. Это то время, которое показывают солнечные часы.
- Местное среднее солнечное время (local mean solar time) — в течение года Солнце движется слегка неравномерно (разница ±15 мин), поэтому вводят условное равномерно текущее время, совпадающее с солнечным в среднем. Это время своё собственное для каждой географической долготы.
- Всемирное время (Гринвичское, GMT) — среднее солнечное время на начальном меридиане (проходит около Гринвича). Уточнённое всемирное время отсчитывается при помощи атомных часов и называется UTC (англ. Universal Time Coordinated, Всемирное координированное время). Это время принято одинаковым для всего земного шара. Используется в астрономии, навигации, космонавтике и т. п.
- Звёздное время — отмечается по верхней кульминации точки весеннего равноденствия. Используется в астрономии и навигации.
- Астрономическое время — общее понятие для всех вышеперечисленных.
- Поясное время — из-за неудобства в каждом населённом пункте иметь собственное местное солнечное время, земной шар размечен на 24 часовых пояса, в пределах которых время считается одним и тем же, а с переходом в соседний часовой пояс меняется ровно на 1 час.
- Декретное время — порядок исчисления времени «поясное время плюс один час». В 1930 году стрелка часов на всей территории СССР была переведена на 1 час вперёд. Например, Москва, формально находясь во втором часовом поясе, стала применять время, отличающееся от Гринвича на +3 часа. В течение многих лет декретное время являлось основным гражданским временем в СССР и России.
- Летнее время (daylight saving time, summer time) — сезонный перевод стрелок, весной на 1 час вперёд, осенью на 1 час назад.
- Местное время (standard time, local standard time) — время часовой зоны, в которой расположена соответствующая территория. Понятие введено в России федеральным законом в 2011 году вместо понятий поясное время и декретное время.

### Единицы измерения времени
| Название                | Длительность        | Примечание / Пример                                                                                           |
| ----------------------- | ------------------- | --- |
| Гигагод                 | 1 000 000 000 лет   | Возраст Солнца и Земли составляет примерно 4,5 гигагода — 4,5 миллиарда лет                                   |
| Тысячелетие (Миллениум) | 1000 лет            | Продолжительность Средних веков — около 1 тысячелетия.                                                        |
| Век, столетие           | 100 лет             | |
| Индикт                  | 15 лет              | |
| Десятилетие             | 10 лет              | |
| Год                     | ≈ 365,2425 суток    | Один оборот Земли вокруг Солнца                                                                               |
| Квартал                 | 3 месяца — 1/4 года | |
| Месяц                   | ≈ 3 декады          | От 28 до 31 суток, но чаще всего используют 30 суток                                                          |
| Декада                  | 10 суток            | Использовалась ранее в японском, древнегреческом и французскомм республиканском календарях                    |
| Неделя                  | 7 суток             | |
| Шестидневка             | 6 суток             | |
| Пятидневка              | 5 суток             | |
| Сутки                   | ≈ 1/365,2425 года   | Один оборот Земли вокруг своей оси                                                                            |
| Час                     | 1/24 суток          | |
| Минута                  | 1/60 часа           | |
| Секунда                 | 1/60 минуты         | |
| Терция                  | 1/60 секунды        | |
| Сантисекунда            | 10−2 секунды        | |
| Миллисекунда            | 10−3 секунды        | Движение пули на коротком отрезке                                                                             |
| Микросекунда            | 10−6 секунды        | Поведение перешейка при отрыве капли                                                                          |
| Наносекунда             | 10−9 секунды        | Диффузия вакансий на поверхности кристалла                                                                    |
| Пикосекунда             | 10−12 секунды       | Колебания кристаллической решетки, образование и разрыв химических связей                                     |
| Фемтосекунда            | 10−15 секунды       | Колебания атомов, ЭМ-поля в световой волне                                                                    |
| Аттосекунда             | 10−18 секунды       | Период ЭМ-колебаний рентгеновского диапазона, динамика электронов внутренних оболочек многоэлектронных атомов |
| Зептосекунда            | 10−21 секунды       | Динамика ядерных реакций                                                                                      |
| Иоктосекунда            | 10−24 секунды       | Рождение/распад нестабильных элементарных частиц                                                              |

#### В геологии
- Эон (др.-греч. αἰών «век, эпоха») в геологии — отрезок времени геологической истории, в течение которого формировалась эонотема; объединяет несколько эр.
- Эра — участок геохронологической шкалы, подынтервал эона, например Кайнозой (кайнозойская эра). Большинство геологических эр разделяются на меньшие единицы, которые называются геологическими периодами.
- Эпоха — единица геохронологической шкалы, часть геологического периода, подразделяется на геологические века. В стратиграфии соответствует геологическому отделу, то есть геологическая эпоха — это тот промежуток времени в палеонтологической и геологической истории Земли, в течение которого отложился или образовался слой пород, образующих соответствующий геологический отдел.
- Период — участок геохронологической шкалы, подынтервал геологической эры.
- Век — стратиграфическое подразделение, единица общей стратиграфической шкалы, подчинённая геологическому отделу. Подразделяется на стратиграфические зоны. Объединяет толщу горных пород, образовавшуюся в течение одного геологического века и отвечающего определённому этапу геологического развития Земли. Характеризуется типичными для него и только ему свойственными родами, подродами и группами видов.
- Стратиграфия (от лат. stratum «настил, слой» и др.-греч. γράφω• (gráfo) «пишу, черчу, рисую») — наука, раздел геологии, об определении относительного геологического возраста осадочных горных пород, расчленении толщ пород и корреляции различных геологических образований. Один из основных источников данных для стратиграфии — палеонтологические определения. В археологии стратиграфией называют взаимное расположение культурных слоев относительно друг друга и перекрывающих их природных пород. Установление этого расположения имеет критическую важность для датирования находок (стратиграфический метод датирования, планиграфия).

#### В истории
- Эпоха (эпоха Возрождения, эпоха Застоя)
- Эра
- Период
- Век

#### В музыке
Для задания точного соответствия между протяжённостью такта в музыке и абсолютными единицами измерения времени может использоваться частота ударов метронома, обычно указываемая в единицах BPM (англ. beats per minute — «ударов в минуту»).

#### Винтернете
- Бит[значимость?] — 1/1000 суток, то есть около 1 мин 26 сек. Величина предложена для использования при указании единого для всех часовых поясов времени суток компанией Swatch в рамках рекламной кампании новой серии хронометров в 1998 году. Название происходит от англ. beat «удар, отбивать такт и время» (не путать с битом, англ. bit).

#### Виндуизме
- Кальпа — «день Брахмы», продолжающийся 4,32 миллиарда лет и состоящий из 1000 маха-юг (периодов по 4 юги).

### Метрология
Время количественно характеризуется некоторыми числами. Под промежутком времени в количественном смысле этого слова понимают разность показаний часов в рассматриваемые моменты времени. Часами может служить любое тело или система тел, в которых совершается периодический процесс, служащий для измерения времени.

#### Эталоны
- Государственный первичный эталон единиц времени, частоты и национальной шкалы времени ГЭТ 1-98 — находится во ВНИИФТРИ.
- Эталон-копия государственного эталона частоты и времени ВЭТ 1-5 (Находится в Иркутске в восточно-сибирском филиале ВНИИФТРИ).
- Вторичный эталон единицы времени и частоты ВЭТ 1-10-82 — находится в СНИИМ (Новосибирск).
- Международные эталоны.

#### Средства отсчёта текущего времени (автономные)
- Календарь (печатное издание) (дневной/годичный отсчёт).
- Часы.
- Стандарт частоты.

#### Средства воспроизведения временных интервалов
- Таймер.
- Песочные часы.
- Метроном.
- Калиброванная линия задержки.

#### Средства измерения временных интервалов
Для измерения времени применяются различные калиброванные приборы, имеющие в составе средство воспроизведения временных интервалов — стабильный генератор импульсов (маятник, кварцевый или иной генератор):
- Секундомер
- Электронно-счётный частотомер с блоком измерения интервалов
- Осциллограф

#### Централизованные способы определения текущего времени
- По телефону с помощью службы точного времени.
- В теле- или радиопрограмме, передающей аудио- или визуальные сигналы точного времени.
- По приёмнику сигналов точного времени, используя особые сигналы, передаваемые специальными радиостанциями (например, таких, как RWM, DCF77).
- По компьютеру с помощью специальных сетевых сервисов в Интернете и локальных сетях (например, таких, как NTP).
- С помощью технических средств, позволяющих узнать время через GPS.

## Открытия и изобретения
- Открытие огня. Огонь был первым орудием человека, заставившим человека в процессе его поддержания следить за ходом времени[60].
- Ок. 1500 лет до н. э. Изобретены солнечные часы. Древний Египет[61].
- Ок. 800 года. Были вновь изобретены водяные часы в странах арабского Востока[62].
- Ок. 1500 года. Изобретены карманные (пружинные) часы. Петер Хенляйн, Германия[61].
- 1656 год. Изобретены маятниковые часы[англ.] (Христиан Гюйгенс, Нидерланды)[63].
- 1686 год. Опубликованы «Математические начала натуральной философии» И. Ньютона. В них сформулировано учение об абсолютном времени ньютоновской механики.
- 1865 год. Открыто второе начало термодинамики Р. Клазиусом. Установлено наличие в природе фундаментальной асимметрии во времени всех происходящих в ней самопроизвольных процессов[17].
- 1905 год. Сформулированы основные положения специальной теории относительности[64].
- 1916 год. Сформулированы основные положения общей теории относительности[65].
- 1918 год. Установлено, что закон сохранения энергии является следствием однородности времени (теорема Нётер)[14].
- 1927 год. Сформулирован квантовомеханический принцип неопределённости для энергии и времени[66].
- 1946 год. Разработан радиоуглеродный метод определения возраста ископаемых останков органического происхождения в археологии, Уиллард Фрэнк Либби, США. Нобелевская премия по химии 1960 года[67].
- 1949 год. Показана теоретическая возможность существования замкнутых времениподобных линий[68].
- 1954 год. Доказана CPT-теорема[69][70].
- 1960 год. Проведён эксперимент Паунда и Ребки по измерению влияния поля тяготения Земли на ход времени[71].
- 1964 год. Обнаружено явление нарушения CP-инвариантности и T-инвариантности при распаде K0 мезона. Нобелевская премия по физике 1980 года[72].
- 1970 год. Изобретены цифровые наручные часы. Джон М. Берже, США[61].

## Восприятие времени людьми
Самая простая форма восприятия времени у человека — восприятие собственных «биологических часов». Например, деление людей по хронотипам на «сов» и «жаворонков» зависит от согласования их оптимального физиологического и психического бодрствования с циклом суток.
Однако индивидуальная оценка времени человеком может быть разной. При оценке продолжительности деятельности, которая была приятной, людям свойственно преувеличивать временной интервал, а если деятельность была неприятной — преуменьшать его.
С возрастом людям кажется, что время идет быстрее. Самое распространённое объяснение этому заключается в том, что большинство ощущений для ребёнка являются новыми, в то время как для взрослых эти ощущения уже несколько раз повторялись в течение жизни. Другим объяснением является изменение содержания нейротрансмиттеров в мозге с возрастом, вследствие чего человек начинает недооценивать продолжительность какого-либо временного интервала.

## Длительность процессов в природе
| Процесс                                                                                              | Длительность, сек            | Длительность, лет          |
| --- | ---------------------------- | -------------------------- |
| Возраст Солнца и Земли                                                                               | {\displaystyle 1,5*10^{17}}  | {\displaystyle 5,0*10^{9}} |
| Возраст существования жизни на Земле                                                                 | {\displaystyle 1,0*10^{17}}  | {\displaystyle 3,5*10^{9}} |
| Возраст каменного угля                                                                               | {\displaystyle 8*10^{15}}    | {\displaystyle 2,7*10^{8}} |
| Период обращения Солнца вокруг центра Галактики                                                      | {\displaystyle 6*10^{15}}    | {\displaystyle 2*10^{8}}   |
| Время, прошедшее после вымирания динозавров                                                          | {\displaystyle 2*10^{15}}    | {\displaystyle 7*10^{7}}   |
| Возраст человека как вида                                                                            | {\displaystyle 6*10^{13}}    | {\displaystyle 2*10^{6}}   |
| Время, прошедшее после конца последнего оледенения Земли                                             | {\displaystyle 2,4*10^{11}}  | {\displaystyle 8*10^{3}}   |
| Средняя продолжительность жизни человека                                                             | {\displaystyle 2,0*10^{9}}   | {\displaystyle 70}         |
| Период обращения Земли вокруг Солнца (год)                                                           | {\displaystyle 3*10^{7}}     | {\displaystyle 1}          |
| Период обращения Земли вокруг своей оси (сутки)                                                      | {\displaystyle 9*10^{4}}     |                            |
| Время, за которое свет проходит расстояние от Солнца до Земли                                        | {\displaystyle 5*10^{2}}     |                            |
| Промежуток времени между двумя ударами сердца человека                                               | {\displaystyle 1}            |                            |
| Минимальный интервал времени между событиями, который человеческий глаз может воспринимать раздельно | {\displaystyle 1*10^{-1}}    |                            |
| Время одного взмаха крыла колибри                                                                    | {\displaystyle 1*10^{-2}}    |                            |
| Время, в течение которого атом излучает свет                                                         | {\displaystyle 1*10^{-9}}    |                            |
| Время одного оборота электрона вокруг протона в атоме водорода                                       | {\displaystyle 1,7*10^{-16}} |                            |
| Время жизни короткоживущих элементарных частиц                                                       | {\displaystyle 5*10^{-24}}   |                            |
| Процессы в начале формирования Вселенной (время после Большого взрыва)                               |                              |                            |
| Конфайнмент кварков                                                                                  | {\displaystyle 10^{-4}}      |                            |
| Завершение стадии инфляции                                                                           | {\displaystyle 10^{-36}}     |                            |
| Завершение рождения классического пространства-времени                                               | {\displaystyle 10^{-43}}     |                            |